# Poésie courtoise
 (avril 2020).
Si vous disposez d'ouvrages ou d'articles de référence ou si vous connaissez des sites web de qualité traitant du thème abordé ici, merci de compléter l'article en donnant les références utiles à sa vérifiabilité et en les liant à la section « Notes et références ».
La poésie courtoise est une forme de poésie lyrique au Moyen Âge qui correspond à une forme de poésie chantée : leurs strophes correspondent à une phrase musicale et un refrain est toujours présent. Leur rythme chantant est défini par l'accompagnement obligatoire d'une mélodie. Les origines de la poésie lyrique peuvent être recherchées dans les chants populaires et les danses. L'influence de la culture arabe se fait sentir.
La poésie médiévale atteint son sommet dans l'art des troubadours. Le Midi, où l'économie est plus développée que dans les provinces du Nord et où la vie quotidienne est moins belliqueuse, se rend plus propice à l'art, et la fin'amor et la canso s'y développent. L'influence de cette poésie se traduit dans la langue d'oïl pendant la deuxième moitié du XIIe siècle.
Plus spontanées et naturelles au début, en général, les poésies évoluent vers des formes fixes. L'idée commence à se dissimuler sous les symboles, l'allégorie, l'érudition, qui viennent souvent à la place du sentiment. Dès la fin du XIVe siècle le souci de perfection technique prend le dessus et la poésie devient un exercice de rhétorique ou un divertissement de société. Cherchant à répondre à l'idéal aristocratique, la poésie courtoise aboutit finalement au maniérisme.

## Source
- Jacques Roubaud, La Ballade et le chant royal (1997), éd. Les Belles Lettres, coll. « Architecture du Verbe »  (ISBN 2-251-49007-8)
- Michèle Gally, Parler d'amour au puy d'Arras : lyrique en jeu, Orléans, Paradigmes, coll. « Medievalia », 2004 (BNF 39216418)